# 聖三一堂 (基隆市)

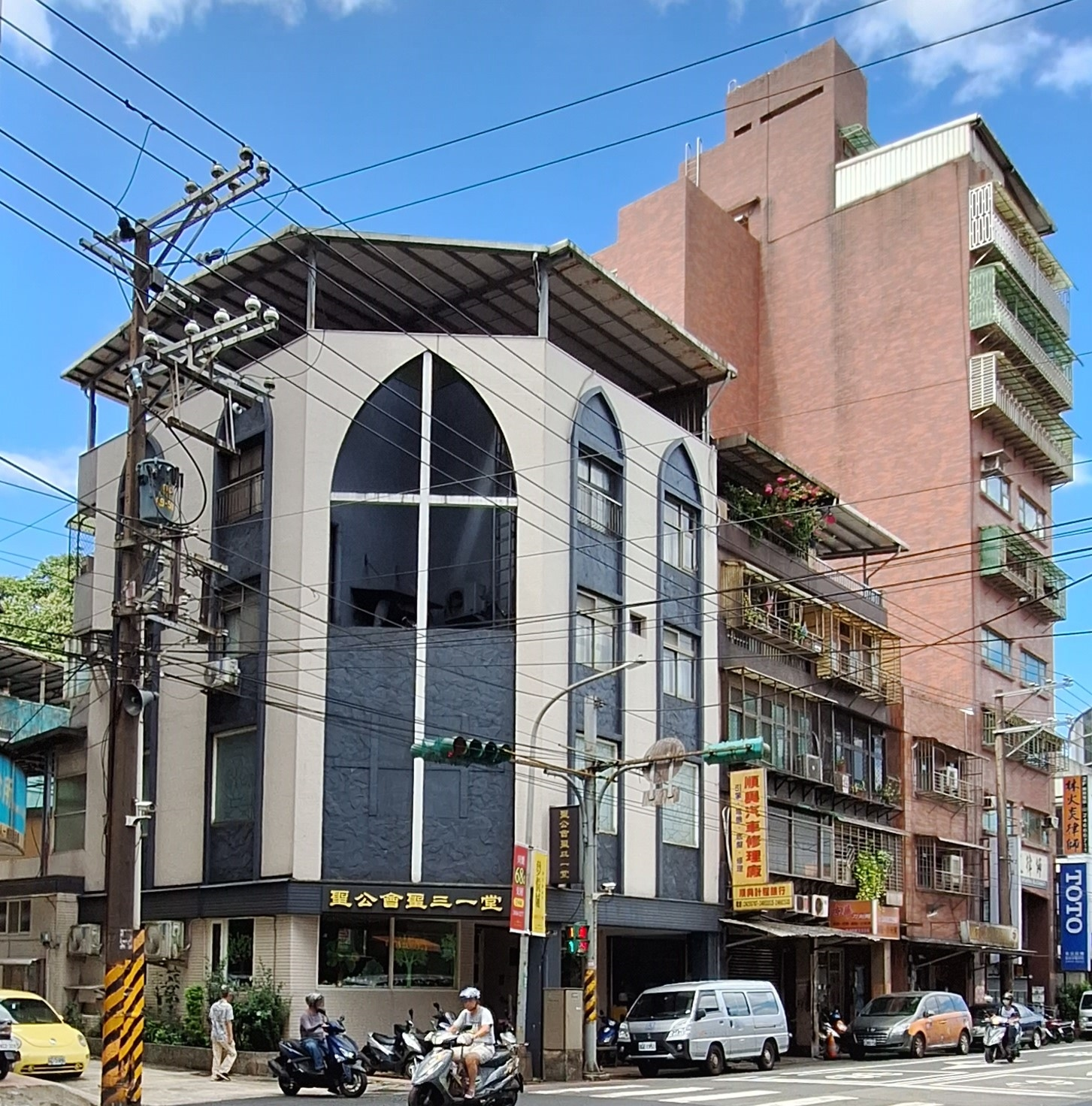
聖三一堂：外観（台湾・基隆市）

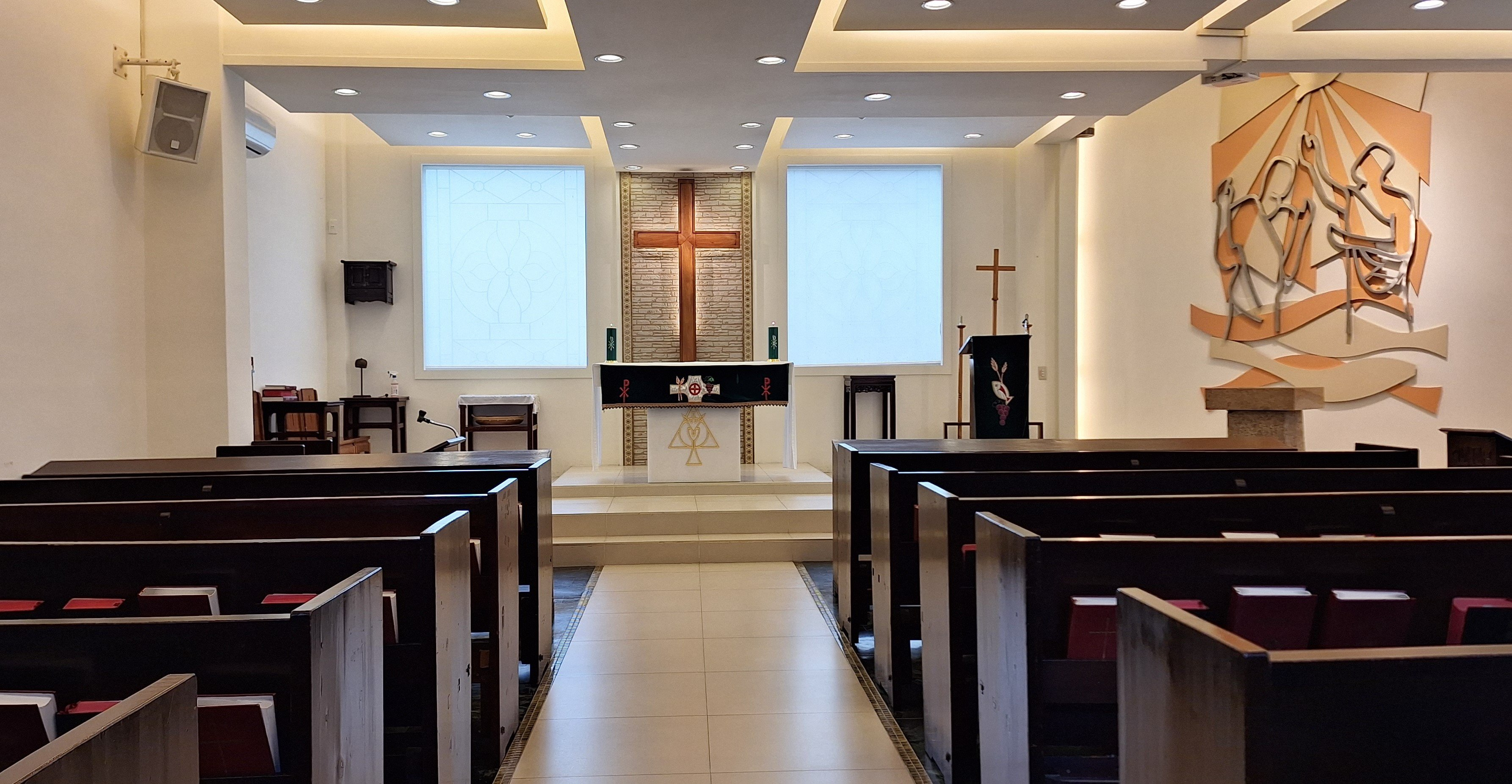
聖三一堂：内部

聖三一堂（せいさんいつどう、中国語: 基隆聖三一堂、英語: Holy Trinity Church, Keelung）は、台湾・基隆市信義区東明路163号にあるプロテスタント教会である。台湾聖公会に所属する。

## 概要
1952年、吉爾生主教が基隆に教会を設立するように、林約翰司祭を責任者として派遣し、1952年11月に初めて土地銀行基隆支店の会議場を借り、この年から日曜礼拝を始めるために、東明路53号にある2階建てビルを購入した。翌年5月の聖霊降臨日に吉爾生主教は聖三一堂を聖別し、林約翰を牧師に任命した。
1967年2月に聖三一堂を再建し、東明路163号に4階建ての建物が完成し、これが今日の教会堂である。2階は礼拝堂、3階は司祭住居、4階は地元の基隆女子中学生の学生宿舎とした。
1991年1月、張玲玲司祭が牧師になり、その牧会期間中、教会堂は長年にわたってこの地域の湿潤な気候の影響を受けていたため、内壁と外壁が著しく剥離、浸入し、建物の使用に影響を与えた。教区、教会員、同僚の熱心な支援と献身のおかげで改修工事を無事に完了し、教会堂は新たな姿を取り戻し、再び新たな姿で宣教の道を歩み始めた。
2014年2月1日、林俊明司祭（Rev. Hsun-Ming Lin）が引き継ぎ、現在に至っている。この年6月に、聖三一堂は設立50周年を祝った。

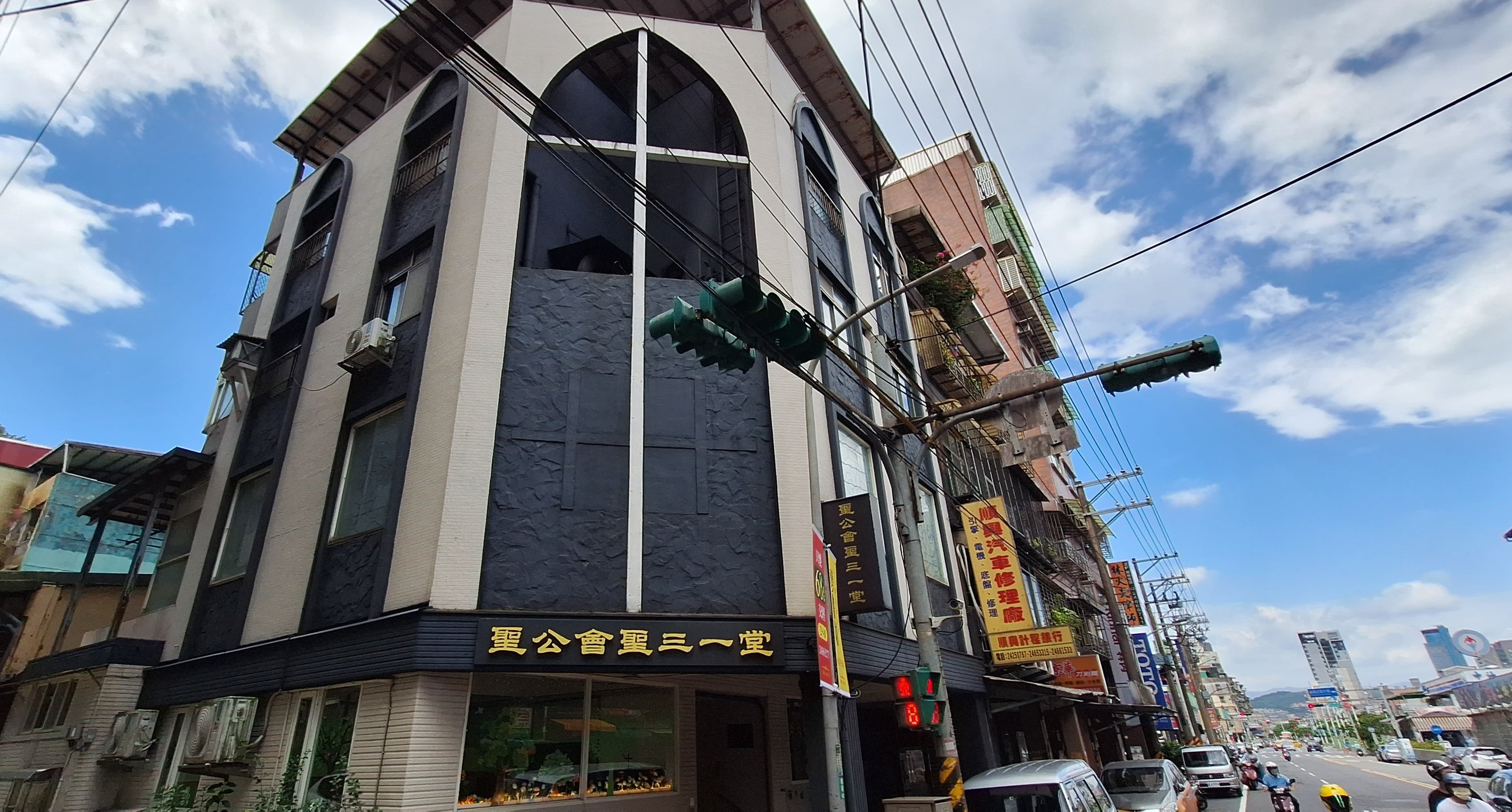
教会の外観
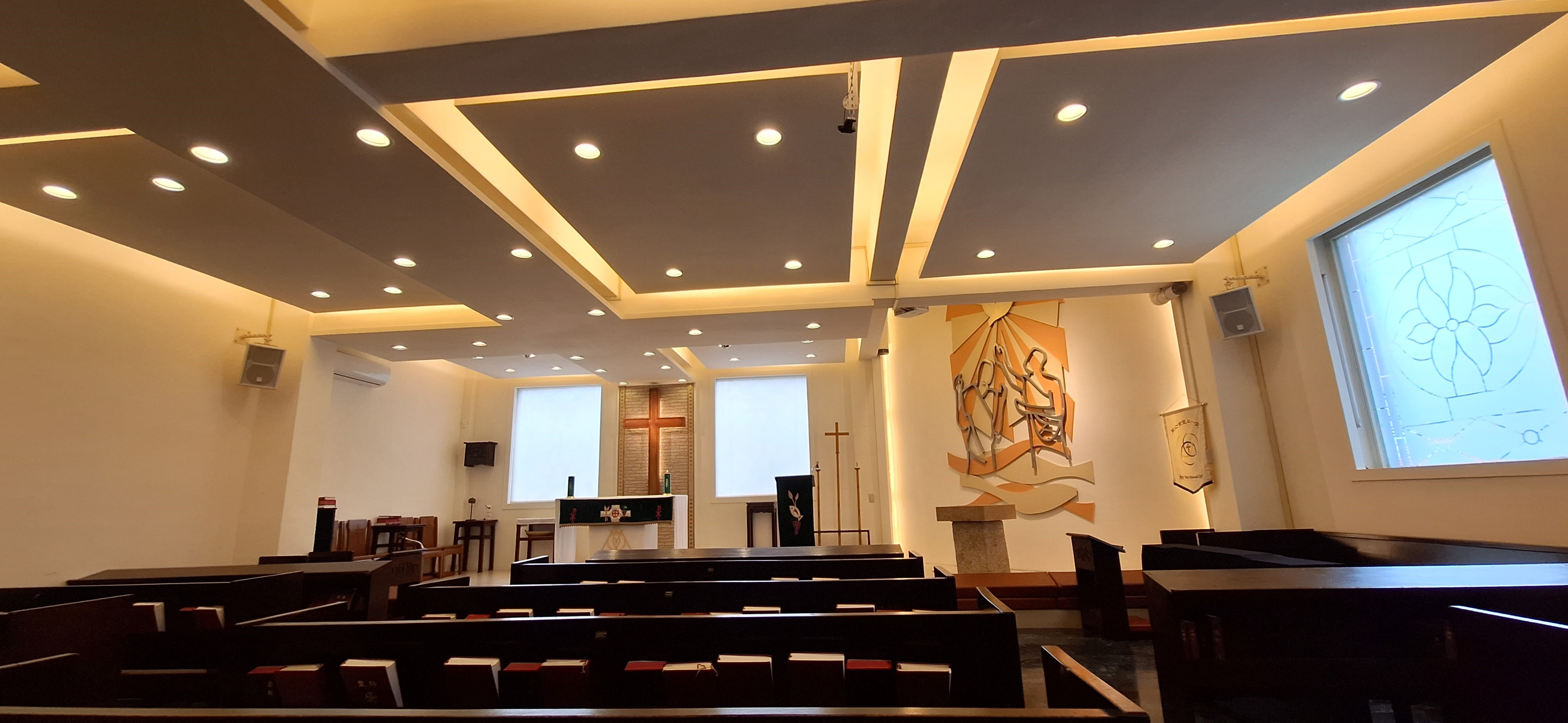
教会の礼拝堂

## 参照項目
- 台湾の宗教
- 台湾聖公会
- 聖ステファノ堂 (聖司提反堂) - 台湾聖公会の基隆市にある新しい教会（2016年設立）[3]
- 基隆イエス聖心堂（中国語版） - 基隆市のカトリックの教会